# سیمونا پوستلرووا
سیمونا پوستلرووا (چکی: Simona Postlerová؛ زادهٔ ۹ نوامبر ۱۹۶۴) یک هنرپیشه و صداپیشه اهل جمهوری چک است. وی از سال ۱۹۸۳ میلادی تاکنون مشغول فعالیت بوده‌است.
وی در سال ۲۰۰۲ میلادی و در مراسم «جوایز فرانتیشک فیلیپوفسکی»، بهترین دوبلور زن لقب گرفت.